# Capital Steez
Capital Steez (zapis stylizowany Capital STEEZ), właśc. Courtney Everald „Jamal” Dewar Jr. (ur. 7 lipca 1993 na Brooklynie w Nowym Jorku) – amerykański raper i autor tekstów, współzałożyciel kolektywu hip-hopowego Pro Era, również współzałożyciel grupy Beast Coast.
Capital Steez zmarł w wyniku samobójstwa 24 grudnia 2012 roku, po skoku z dachu siedziby Cinematic Music Group w wieku 19 lat.
Zarówno Pro Era, jak i Beast Coast odniosły międzynarodowy sukces w latach po jego śmierci.

## Życiorys

### Wczesne życie
Courtney Everald Dewar Jr. urodził się 7 lipca 1993 r. w Nowym Jorku, jako syn emigrantów jamajskiego pochodzenia – jego ojciec zmarł, gdy Jamal miał trzy lata. Dewar uczęszczał do Public School 222 na Brooklynie w stanie Nowy Jork, a swoją pierwszą grupę rapową założył z bliskim przyjacielem Jakk'iem the Rhymerem w czwartej klasie.
W późniejszych latach życia Dewar uczęszczał do szkoły artystycznej Edward R. Murrow High School, a koledzy z klasy pamiętali go jako „uśmiechniętego dzieciaka w krótkim afro i obcisłych dżinsach”, który szybko zawierał przyjaźnie, jeździł na łyżwach, często palił marihuanę i był sneakerheadem.
Wychowany jako chrześcijanin, Dewar porzucił tę religię w szkole średniej. Zamiast tego zaczął być zwolennikiem Rastafarianizmu, co później stało się podstawową częścią jego życia. Jego przekonania zmieniły się po raz kolejny, gdy zaczął oglądać Spirit Science – popularną serię prowadzoną na platformie YouTube, poświęconą metafizycznym i duchowym teoriom.

## Kariera muzyczna

### 2008-2011: Początki kariery
Swoją przygodę z Rapem, Jamal Dewar zaczął w 2008 roku. Wkrótce wraz z Jakk'iem the Rhymerem założył grupę The 3rd Kind. W tym samym roku duet wydał swój pierwszy mixtape, zatytułowany The Yellow Tape.
Wiosną 2011 roku, będący jeszcze uczniem Edward R. Murrow High School na Brooklynie w Nowym Jorku, Capital STEEZ i producent muzyczny Powers Pleasant, po występie Jamala, w lokalnej kawiarni założyli kolektyw Pro Era.

### 2012:AmeriKKKan Korruptioni wzrost popularności
23 lutego 2012 r. na platformie YouTube ukazał się klip do utworu Survival Tactics w wykonaniu Joeya Bada$$ i Capital Steeza. Pozytywne przyjęcie utworu przez specjalistyczną prasę przyczyniło się do znacznego spopularyzowania kolektywu założonego przez Steeza. Sam utwór był notowany w rankingu „The 25 Best Rap Lines of 2012” według czasopisma Spin.
7 kwietnia 2012 roku Capital STEEZ wydał swój pierwszy solowy mixtape, zawierający 14 utworów „AmeriKKKan Korruption”. Mixtape od czasu premiery cieszy się powszechnym uznaniem. Pół roku po wydaniu wersji oryginalnej, 10 października 2012 roku wydana została wersja „reloaded”, zawierająca siedem dodatkowych utworów. Mixtape zawiera featuringi członków kolektywu Pro Era, takich jak: Joey Bada$$, CJ Fly, Chuck Strangers, Dirty Sanchez, Jakk the Rhymer, oraz produkcje autorstwa MF DOOMa, Madliba czy DJ Premier.

## Śmierć i dzieła pośmiertne
W nocy 23 grudnia 2012 r. Capital Steez udał się na dach siedziby Cinematic Music Group w okolicy Flatiron na Manhattanie, skąd wysłał SMS-a do kilku swoich najbliższych przyjaciół, aby powiedzieć im, że ich kocha, a o godzinie 23:59 czasu lokalnego opublikował tweeta o treści „The end”. Zginął w wyniku samobójstwa, skacząc później tej nocy z dachu budynku Cinematic Music Group.
Pod koniec kwietnia 2013 roku, członek kolektywu Pro Era Joey Bada$$ ogłosił, że wkrótce zostanie wydany pośmiertny album Steeza, zatytułowany King Capital. 7 lipca 2013 roku kolektyw wydał utwór „King Steelo” z nadchodzącego albumu.
24 grudnia 2013 roku, w pierwszą rocznicę jego śmierci, kolektyw Pro Era wydał teledysk do piosenki Jamala „47 Piiirates”. 26 sierpnia 2016 r. na oficjalnym kanale YouTube Pro Era opublikowany został animowany teledysk do utworu „Herban Legend”, który swoją premierę miał podczas drugiego dorocznego festiwalu Steez Day w Los Angeles w Kalifornii 7 lipca 2016 r.
12 czerwca 2017 r. na koncie Twitter należącym do zmarłego Capital Steeza, opublikowany został pierwszy od czasu jego śmierci post, o treści „The Beginning” – spowodowało to liczne spekulacje ze strony fanów o dacie wydania pośmiertnego albumu Jamala, King Capital. Joey Bada$$ oraz członkowie rodziny Jamala ogłosili podczas lipcowego koncertu Steez Day 2017, że album zostanie wydany 23 grudnia 2017 roku, w piątą rocznicę śmierci rapera. Jednak Bada$$ za pośrednictwem serwisu Instagram zakomunikował fanom, że album zostanie ponownie opóźniony z powodu nieoficjalnie użytych sampli.

## Życie osobiste
Duchowe przekonania Steeza zawierały elementy egipskiego mistycyzmu, numerologii, projekcji astralnej i indyjskiego systemu czakr. Uważał się za jedno z dzieci Indygo i rzekomo wierzył, że jest istotą wyższego wymiaru. Steez był zafascynowany liczbą 47 i jej duchowym znaczeniem. Uważał, że liczba 47 jest „doskonałym wyrazem równowagi na świecie”, reprezentującym korelację między sercem a mózgiem (odpowiednio czwarta i siódma czakra).

## Dyskografia
Albumy
- King Capital (TBA)

Mixtape'y
- AmeriKKKan Korruption (2012)
- AmeriKKKan Korruption: Reloaded (2012)

Współpraca
- The Yellow Tape (2009)
- The Secc$ TaP.E. (2012)
- P.E.E.P.: The aPROcalypse (2012)